# Singapur International 2016
Die Singapur International 2016 im Badminton fanden vom 30. August bis zum 3. September 2016 in Singapur statt.

## Sieger und Platzierte
| Disziplin    | Gold                                         | Silber                                | Bronze                                 |
| ------------ | -------------------------------------------- | ------------------------------------- | -------------------------------------- |
| Herreneinzel | Satheishtharan Ramachandran                  | Lee Cheuk Yiu                         | Shreyansh Jaiswal                      |
| Herreneinzel | Satheishtharan Ramachandran                  | Lee Cheuk Yiu                         | Koki Watanabe                          |
| Dameneinzel  | Asty Dwi Widyaningrum                        | Lee Ying Ying                         | Grace Chua                             |
| Dameneinzel  | Asty Dwi Widyaningrum                        | Lee Ying Ying                         | Lyanny Alessandra Mainaky              |
| Herrendoppel | Goh Sze Fei Nur Izzuddin                     | Danny Bawa Chrisnanta Hendra Wijaya   | Darren Isaac Devadass Tan Jinn Hwa     |
| Herrendoppel | Goh Sze Fei Nur Izzuddin                     | Danny Bawa Chrisnanta Hendra Wijaya   | Lim Khim Wah Ong Jian Guo              |
| Damendoppel  | Suci Rizky Andini Yulfira Barkah             | Mychelle Bandaso Serena Kani          | Ririn Amelia Anna Cheong Ching Yik     |
| Damendoppel  | Suci Rizky Andini Yulfira Barkah             | Mychelle Bandaso Serena Kani          | Natcha Saengchote Kornkamon Sukklad    |
| Mixed        | Yantoni Edy Saputra Marsheilla Gischa Islami | Danny Bawa Chrisnanta Citra Dewi Sari | Andika Ramadiansyah Angelica Wiratama  |
| Mixed        | Yantoni Edy Saputra Marsheilla Gischa Islami | Danny Bawa Chrisnanta Citra Dewi Sari | Parinyawat Thongnuam Natcha Saengchote |